# Nati nel 1920/Dicembre
| Questa pagina contiene informazioni ricavate automaticamente dalle voci biografiche con l'ausilio del template Bio e di un bot. L'aggiornamento è periodico e automatico e ricostruisce completamente la pagina. Se manca una persona in questa lista, sei pregato di non aggiungerla, ma accertati piuttosto che la sua voce biografica contenga il template Bio e che i dati anagrafici siano correttamente compilati. Se il template Bio manca, inseriscilo tu stesso o, in alternativa, metti l'avviso {{tmp\|Bio}} che ne segnala la mancanza. Se i dati riportati sono sbagliati, correggi direttamente la voce biografica; le modifiche saranno visibili in questa lista entro pochi giorni. Per chiarimenti vedi il progetto biografie. La lista contiene solo le 183 persone che sono citate nell'enciclopedia e per le quali è stato implementato correttamente il template Bio. Pagina aggiornata al 10 mar 2025. |

- 1º dicembre - Lê Đức Anh, politico e generale vietnamita († 2019)
- 1º dicembre - Semën Abramovič Furman, scacchista sovietico († 1978)
- 1º dicembre - Francesco Libonati, scultore e disegnatore italiano († 2017)
- 1º dicembre - Pierre Poujade, sindacalista e politico francese († 2003)
- 1º dicembre - Omero Urilli, calciatore italiano († 2003)
- 2 dicembre - Youssef Abbas, cestista egiziano († 1956)
- 2 dicembre - Lawrence Richardson Jr., storico statunitense († 2013)
- 2 dicembre - David E. Satterfield III, politico statunitense († 1988)
- 2 dicembre - Robert Stevens, regista statunitense († 1989)
- 2 dicembre - Amilcare Trevisani, calciatore italiano
- 3 dicembre - René Alpsteg, calciatore francese († 2001)
- 3 dicembre - Renato Cervati, calciatore italiano († 2004)
- 3 dicembre - Danilo Alvim, calciatore e allenatore di calcio brasiliano († 1996)
- 3 dicembre - Hans-Jörg Kellner, numismatico e archeologo tedesco († 2015)
- 3 dicembre - Marie Ljalková, militare ceca († 2011)
- 3 dicembre - Eduardo Francisco Pironio, cardinale e arcivescovo cattolico argentino († 1998)
- 3 dicembre - Antonino Siligato, militare e partigiano italiano († 1945)
- 4 dicembre - Nadir Afonso, pittore e architetto portoghese († 2013)
- 4 dicembre - Michael Bates, attore britannico († 1978)
- 4 dicembre - Bob Bolyard, cestista statunitense († 2009)
- 4 dicembre - Franco Bonaiuti, architetto italiano († 2007)
- 4 dicembre - Robert B. Duncan, politico statunitense († 2011)
- 4 dicembre - Kristo Frashëri, storico albanese († 2016)
- 4 dicembre - Luigi Lanaro, liutaio italiano († 2017)
- 5 dicembre - Adolfo Beria di Argentine, magistrato, giornalista e giurista italiano († 2000)
- 5 dicembre - Chiss, scultore, incisore e pittore italiano († 1995)
- 5 dicembre - Diego De Leo, arbitro di calcio italiano († 2015)
- 5 dicembre - Domenico Monterisi, calciatore italiano († 1941)
- 5 dicembre - Giuseppe Pesce, generale, aviatore e scrittore italiano († 2009)
- 5 dicembre - Ernani Vassallo, calciatore italiano
- 5 dicembre - Tomaso Volpi, calciatore uruguaiano
- 6 dicembre - Ferruccio Bortoluzzi, artista italiano († 2007)
- 6 dicembre - Dave Brubeck, pianista e compositore statunitense († 2012)
- 6 dicembre - Dominic Salvatore Gentile, militare e aviatore statunitense († 1951)
- 6 dicembre - Michael Kasha, chimico statunitense († 2013)
- 6 dicembre - Mauro Masi, pittore italiano († 2011)
- 6 dicembre - Dino Origlia, psicologo italiano († 2012)
- 6 dicembre - George Porter, chimico britannico († 2002)
- 7 dicembre - Frances Gifford, attrice statunitense († 1994)
- 7 dicembre - Fiorenzo Magni, ciclista su strada, pistard e dirigente sportivo italiano († 2012)
- 7 dicembre - Walter Nowotny, aviatore austriaco († 1944)
- 7 dicembre - Vincenzo Tusa, archeologo italiano († 2009)
- 7 dicembre - Julian Velásquez, schermidore argentino
- 7 dicembre - Józef Żyliński, cestista e allenatore di pallacanestro polacco († 2014)
- 8 dicembre - McDonald Bailey, velocista britannico († 2013)
- 8 dicembre - Vincenzo Carollo, politico italiano († 2013)
- 8 dicembre - Felice Como, calciatore italiano
- 8 dicembre - Roberta di Camerino, stilista italiana († 2010)
- 8 dicembre - Théophile Huyge, sollevatore belga
- 8 dicembre - Angelo Monassi, ammiraglio italiano († 2000)
- 8 dicembre - Bruno Morassutti, architetto italiano († 2008)
- 8 dicembre - Gino Penno, tenore italiano († 1998)
- 9 dicembre - Lucio Battistrada, sceneggiatore italiano († 2017)
- 9 dicembre - Carlo Azeglio Ciampi, politico, economista e banchiere italiano († 2016)
- 9 dicembre - Mikal Kirkholt, fondista norvegese († 2012)
- 9 dicembre - Egil Johnny Orre, calciatore norvegese († 2012)
- 9 dicembre - Bruno Ruffo, pilota motociclistico italiano († 2007)
- 9 dicembre - Camille Sandorfy, chimico ungherese († 2006)
- 9 dicembre - Doug Serrurier, pilota automobilistico sudafricano († 2006)
- 10 dicembre - Antônio Batista Fragoso, vescovo cattolico e teologo brasiliano († 2006)
- 10 dicembre - Gigi Ghirotti, giornalista e scrittore italiano († 1974)
- 10 dicembre - Ragnhild Hveger, nuotatrice danese († 2011)
- 10 dicembre - Clarice Lispector, scrittrice, giornalista e traduttrice ucraina († 1977)
- 10 dicembre - Reginald Rose, sceneggiatore statunitense († 2002)
- 10 dicembre - Gerald Thomas, regista e montatore britannico († 1993)
- 10 dicembre - Stanko Todorov, politico bulgaro († 1996)
- 11 dicembre - Jean Boudou, scrittore francese († 1975)
- 11 dicembre - Gabriele Ferretti di Castelferretto, militare e aviatore italiano († 1941)
- 11 dicembre - Denis Jenkinson, giornalista e storico britannico († 1996)
- 11 dicembre - Rolf Tasna, attore e doppiatore tedesco († 1997)
- 12 dicembre - Josef Doležal, marciatore cecoslovacco († 1999)
- 12 dicembre - Margot Duhalde, aviatrice e militare cilena († 2018)
- 12 dicembre - Dick James, editore musicale e produttore discografico britannico († 1986)
- 12 dicembre - Guido Oddo, conduttore televisivo, telecronista sportivo e giornalista italiano († 2006)
- 13 dicembre - Franco Bertoldi, pedagogista italiano († 2005)
- 13 dicembre - Doro Morigi, ciclista su strada e pistard italiano († 2019)
- 13 dicembre - Kaysone Phomvihane, rivoluzionario e politico laotiano († 1992)
- 13 dicembre - George Shultz, politico e economista statunitense († 2021)
- 13 dicembre - Don Taylor, attore, regista e produttore televisivo statunitense († 1998)
- 13 dicembre - Teo Usuelli, compositore italiano († 2009)
- 13 dicembre - Jozef Zachar, regista slovacco († 2013)
- 14 dicembre - Luigi Carpentieri, produttore cinematografico italiano († 1987)
- 14 dicembre - Giuseppe Golinelli, politico, partigiano e sindacalista italiano († 2004)
- 14 dicembre - Rosemary Sutcliff, scrittrice britannica († 1992)
- 14 dicembre - Clark Terry, trombettista e compositore statunitense († 2015)
- 14 dicembre - Francisco Urroz, calciatore cileno († 1992)
- 14 dicembre - Luis Soto Valverde, calciatore spagnolo († 1983)
- 15 dicembre - Vlastimil Brodský, attore ceco († 2002)
- 15 dicembre - Giorgio Gherlenda, militare e partigiano italiano († 1944)
- 15 dicembre - Albert Memmi, scrittore, saggista e sociologo tunisino († 2020)
- 15 dicembre - Gamal al-Banna, politico e religioso egiziano († 2013)
- 16 dicembre - Dorothy Abbott, attrice statunitense († 1968)
- 16 dicembre - Nancy Andrews, attrice statunitense († 1989)
- 16 dicembre - Fritz Balogh, calciatore tedesco († 1951)
- 16 dicembre - Claudio Beretta, scrittore, storico e linguista italiano († 2008)
- 16 dicembre - Dušan Bordon, partigiano jugoslavo († 1944)
- 16 dicembre - Les Fell, calciatore inglese († 2010)
- 16 dicembre - Les Leston, pilota automobilistico britannico († 2012)
- 16 dicembre - Paulius Rabikauskas, presbitero e teologo lituano († 1998)
- 16 dicembre - George Schaefer, regista statunitense († 1997)
- 17 dicembre - Kenneth Iverson, matematico e informatico canadese († 2004)
- 17 dicembre - August Pitzl, cestista e dirigente sportivo austriaco († 2000)
- 17 dicembre - Franco Ventura, calciatore italiano († 1990)
- 18 dicembre - Guido Amoretti, generale italiano († 2008)
- 18 dicembre - Aleksandar Aranđelović, calciatore e allenatore di calcio jugoslavo († 1999)
- 18 dicembre - Silvio Bernardo, politico italiano († 1993)
- 18 dicembre - Heos Cogliani Lenzo, scrittrice e poetessa italiana († 2001)
- 18 dicembre - Gianni Di Venanzo, direttore della fotografia italiano († 1966)
- 18 dicembre - Robert Leckie, militare, giornalista e scrittore statunitense († 2001)
- 18 dicembre - Franca Pilla, italiana
- 18 dicembre - Marino Puggina, imprenditore e dirigente sportivo italiano († 2020)
- 18 dicembre - Helmuth Schneider, attore tedesco († 1972)
- 18 dicembre - Rita Streich, soprano tedesco († 1987)
- 18 dicembre - Mario Tommaseo, calciatore, allenatore di calcio e cantante lirico italiano († 2006)
- 19 dicembre - Eros Bellinelli, giornalista, autore televisivo e conduttore televisivo svizzero († 2019)
- 19 dicembre - Little Jimmy Dickens, cantante statunitense († 2015)
- 19 dicembre - Lazar Mojsov, politico jugoslavo († 2011)
- 19 dicembre - Graziana Pentich, pittrice, scrittrice e poetessa italiana († 2013)
- 19 dicembre - Giorgio Zanotto, politico e dirigente d'azienda italiano († 1999)
- 20 dicembre - Maurizio Giglio, militare, poliziotto e agente segreto italiano († 1944)
- 20 dicembre - John Marsden Beaumont Jones, islamista e storico britannico († 1992)
- 20 dicembre - Franco Lanfredi, ufficiale e aviatore italiano († 2009)
- 20 dicembre - Väinö Linna, scrittore finlandese († 1992)
- 20 dicembre - Bruni Löbel, attrice tedesca († 2006)
- 20 dicembre - John Sundberg, tiratore a segno svedese († 2004)
- 20 dicembre - Jesús Vásquez, cantante peruviana († 2010)
- 21 dicembre - Alicia Alonso, ballerina e coreografa cubana († 2019)
- 21 dicembre - Duberto Aráoz, calciatore boliviano
- 21 dicembre - Georges Balandier, antropologo e sociologo francese († 2016)
- 21 dicembre - Octávio Barrosa, calciatore portoghese († 2001)
- 21 dicembre - Adele Goldstine, informatica statunitense († 1964)
- 21 dicembre - Harold Lang, ballerino, attore teatrale e insegnante statunitense († 1985)
- 21 dicembre - Evgenij Semënov, pallanuotista sovietico († 1988)
- 21 dicembre - Fritz Stocker, ciclista su strada e pistard svizzero († 2007)
- 21 dicembre - Olga Šilhánová, ginnasta cecoslovacca († 1986)
- 22 dicembre - Ivo Chiesa, impresario teatrale, giornalista e produttore discografico italiano († 2003)
- 22 dicembre - Francesco Fiorani, calciatore italiano († 2012)
- 22 dicembre - Pop Goodwin, cestista statunitense († 2005)
- 22 dicembre - Pierre Kast, regista cinematografico e sceneggiatore francese († 1984)
- 22 dicembre - Antonio Seccareccia, poeta e scrittore italiano († 1997)
- 22 dicembre - Bohuslav Vyletal, calciatore cecoslovacco († 2014)
- 23 dicembre - Birger Malmsten, attore svedese († 1991)
- 23 dicembre - Alan North, attore statunitense († 2000)
- 23 dicembre - Giuseppe Santaniello, giurista italiano († 2015)
- 24 dicembre - Bruno Dozzini, poeta italiano († 2008)
- 24 dicembre - Mario Giannelli, giocatore di football americano statunitense († 2003)
- 24 dicembre - Franco Lucentini, scrittore e traduttore italiano († 2002)
- 24 dicembre - Edy Reinalter, sciatore alpino svizzero († 1962)
- 24 dicembre - Pietro Varona, calciatore italiano
- 24 dicembre - Vittorio Vettori, poeta, scrittore e critico letterario italiano († 2004)
- 25 dicembre - Herbert Baker, sceneggiatore statunitense († 1983)
- 25 dicembre - Carlo Aristide Dal Sasso, politico e imprenditore italiano († 2008)
- 25 dicembre - Mario Pezzotta, trombonista e compositore italiano († 2004)
- 25 dicembre - Aldo Puccinelli, calciatore e allenatore di calcio italiano († 1994)
- 25 dicembre - Jerome Richardson, sassofonista, flautista e clarinettista statunitense († 2000)
- 25 dicembre - Óscar Sastre, calciatore argentino († 2012)
- 26 dicembre - Fernando Argila, calciatore e allenatore di calcio spagnolo († 2015)
- 26 dicembre - Carlo Barbero, partigiano e operaio italiano († 1945)
- 26 dicembre - Maurice Gendron, violoncellista francese († 1990)
- 26 dicembre - Carla Guidi, cestista italiana
- 26 dicembre - Mario Pais de Libera, scultore italiano († 2010)
- 27 dicembre - Stan Mauldin, giocatore di football americano statunitense († 1948)
- 27 dicembre - Guglielmo Moretti, giornalista e conduttore radiofonico italiano († 2017)
- 27 dicembre - Fernand Nault, ballerino e coreografo canadese († 2006)
- 27 dicembre - Luigi Tornaghi, calciatore italiano
- 27 dicembre - Robert Whittaker, biologo statunitense († 1980)
- 28 dicembre - Antonietta Grimaldi, principessa monegasca († 2011)
- 28 dicembre - Fernando Jannilli, pugile italiano († 2003)
- 28 dicembre - Enrico Pancheri, politico italiano († 2006)
- 28 dicembre - Steve Van Buren, giocatore di football americano statunitense († 2012)
- 28 dicembre - Morbello Vergari, poeta e scrittore italiano († 1989)
- 28 dicembre - Al Wistert, giocatore di football americano statunitense († 2016)
- 29 dicembre - Enzo Faraoni, pittore italiano († 2017)
- 29 dicembre - Marija Nikolaevna Fёdorova, regista sovietico († 1968)
- 29 dicembre - Josefa Iloilo, politico figiano († 2011)
- 29 dicembre - Brett King, attore statunitense († 1999)
- 29 dicembre - Viveca Lindfors, attrice svedese († 1995)
- 30 dicembre - Lev Aleksandrovič Bezymenskij, storico e giornalista russo († 2007)
- 30 dicembre - David Fraser, generale, storico e saggista inglese († 2012)
- 30 dicembre - Jack Lord, attore statunitense († 1998)
- 30 dicembre - Son Seok-u, paroliere e compositore sudcoreano († 2019)
- 31 dicembre - Rex Allen, attore e cantante statunitense († 1999)
- 31 dicembre - Richard Hamilton, attore statunitense († 2004)